# Храм иконы Божией Матери «Скоропослушница» на Ходынском поле
Храм иконы Божией Матери «Скоропослушница» на Ходынском поле — православный храм в Москве, в Северо-Западном Административном Округе, в районе Щукино.
Адрес — ул. Маршала Рыбалко, д. 8, корп. 2.

## История строительства
Храм построен в 1901—1902 годах на месте маленькой деревянной церкви Святого Пантелеимона (как обособленный придел) и освящён в честь иконы Божией Матери Скоропослушницы. На Ходынском поле располагались летние лагеря и госпитали юнкеров. Юнкера и офицеры стали поначалу основной паствой храма.
Чертежи храма не сохранились, неизвестен и архитектор. 8 июня 1901 года благочинный церквей Первой гренадерской дивизии протоиерей Иоанн Орлов совершил чин закладки храма. 17 июля из духовной консистории был получен антиминс, а 1 августа 1902 года новый престол военного храма, возведённого в русском стиле, был освящён. Газета «Московские церковные ведомости» писала об этом событии: «Во время богослужения, совершавшегося протопресвитером армии и флота А. Желобовским, соборно, с многочисленным военным духовенством, к храму прибыли Их Императорские Высочества Великий Князь Сергей Александрович и Великая Княгиня Елизавета Федоровна, в сопровождении свиты».

## Советское время
В начале 20-х годов храм был закрыт, деревянная церковь Святого Пантелеимона снесена. Сломаны были также главка и верх звонницы каменного храма. Здание использовалось под различные склады, приходило во все большее запустение. Последний арендатор здания — объединение «Роскварцсамоцветы», приспособившее в 1980-е годы храм под склад полудрагоценных камней, поставило последнюю точку: стены внутри были заштукатурены, надстроен второй этаж, в алтаре устроены душ и туалет. Окна и двери переделаны по светским образцам.

## Восстановление и реставрация
В 1991 году храм был возвращен Православной церкви. Здание не ремонтировалось 95 лет и было в плачевном состоянии. Началось восстановление храма, которое длилось все девяностые годы. 22 ноября 1992 года, в день празднования иконы Божией Матери «Скоропослушница», состоялся первый молебен. В октябре 1992 года на храме был установлен деревянный крест, а в апреле 1994 года — металлический крест. Была проведена очистка территории от прежних складских строений, вывезен мусор и построены подсобные помещения. Большим событием для храма была установка деревянного иконостаса, для которого были написаны затем и иконы, поставлены храмовые иконы Божией Матери «Скоропослушница» и целителя Пантелеимона.
В 2000-е годы восстановлен и Пантелеймонов придел.
В Великую субботу 14 апреля 2001 года, накануне празднования Пасхи, храм посетил Святейший Патриарх Алексий II.

## Духовенство
- Настоятель — иерей Сергий Елисеев.
- Иерей Сергий Творогов.
- Диакон Вячеслав Алешкевич[1].

## Фотографии

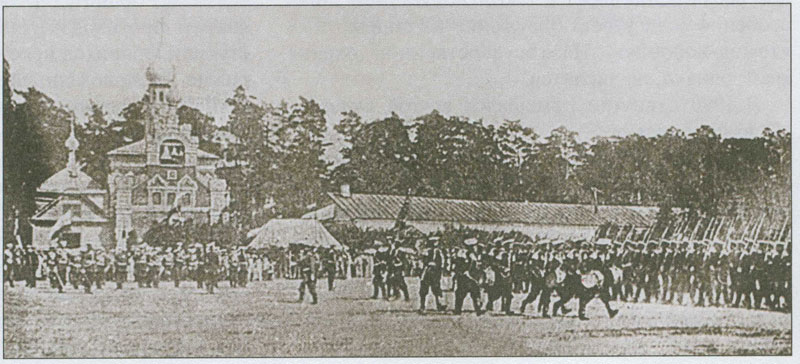
Парад войск на Ходынском Поле 1 августа 1902 г.
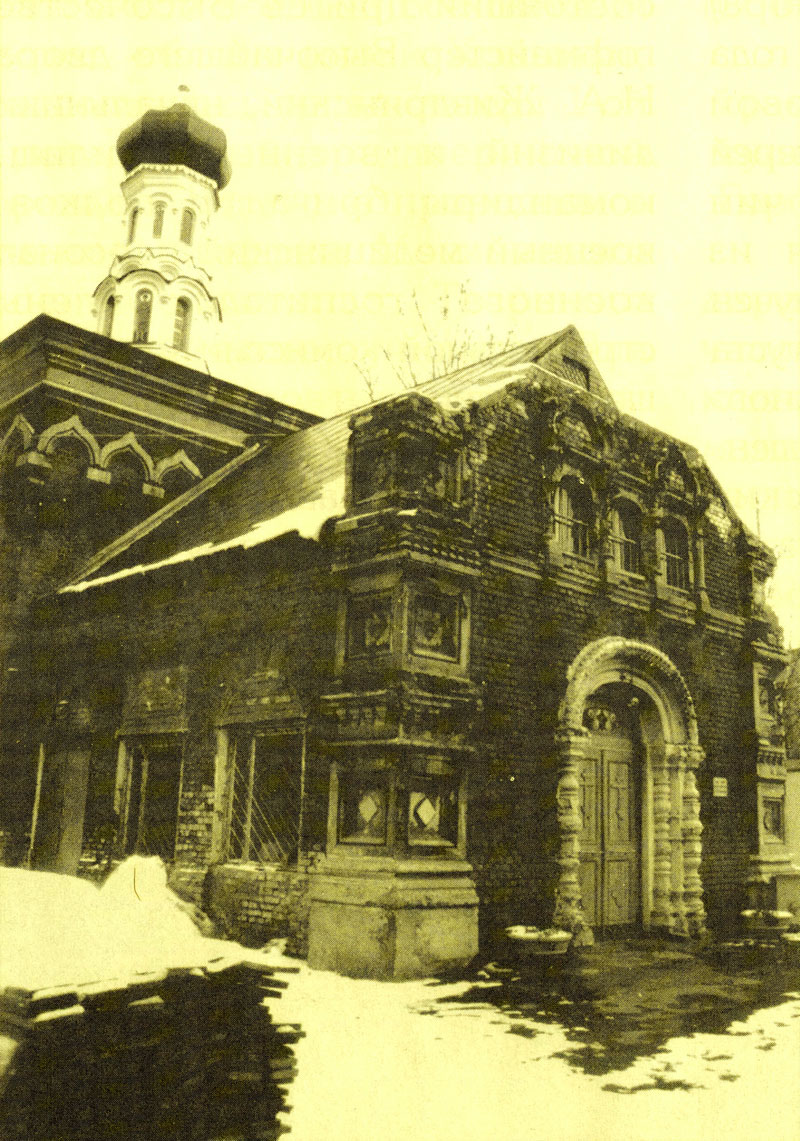
Храм иконы Божией Матери «Скоропослушница» в начале реставрации, 1990-е годы.